# Young Guns II
Young Guns II és un western estatunidenc del 1990, seqüela d'Arma jove (Young Guns, 1988). És protagonitzat per Emilio Estévez, Kiefer Sutherland, Lou Diamond Phillips i Christian Slater, i compta amb William Petersen com a Pat Garrett. Va ser escrit i produït per John Fusco i dirigit per Geoff Murphy.
Segueix la vida de Billy el Nen (interpretat per Emilio Estévez), en els anys posteriors a la guerra del comtat de Lincoln en què Billy va formar part de "The Regulators" -un grup d'uns sis pistolers altament qualificats que venjaven la mort de John Tunstall- i els anys anteriors a la mort documentada de Billy. La pel·lícula, però, està explicada per Brushy Bill Roberts, un home que l'any 1950 va aparèixer afirmant ser l'autèntic Billy el Nen.
Tot i que la pel·lícula té una certa llicència creativa, sí que mostra alguns dels principals esdeveniments que van portar a la mort documentada de Billy, incloses les seves converses amb el governador Lew Wallace, la seva captura per l'amic convertit en enemic Pat Garrett, el seu judici i la seva posterior fugida en què va matar dos adjunts al xèrif.
El gener de 2021, el guionista John Fusco va insinuar una possible seqüela quan va compartir un cartell simulat de Young Guns 3: Alias Billy the Kid. Al març, Estevez va dir a Collider que la gent estava interessada a veure'l interpretar el personatge de nou i que una tercera pel·lícula estava "definitivament en procés".

## Repartiment
| - Emilio Estevez com William H. "Billy the Kid" Bonney / Brushy Bill Roberts - Kiefer Sutherland com Josiah Gordon "Doc" Scurlock - Lou Diamond Phillips com José Chavez y Chavez - Christian Slater com "Arkansas" Dave Rudabaugh - William Petersen com Pat Garrett - Alan Ruck com Hendry William French - R.D. Call com D.A. Rynerson | - James Coburn com John Chisum - Balthazar Getty com Tom O'Folliard - Jenny Wright com Jane Greathouse - Jack Kehoe com Ashmun Upson - Robert Knepper com adjunt Carlyle - Tom Kurlander com adjunt al xèrif J.W. Bell - Viggo Mortensen com John W. Poe | - Tracey Walter com Beever Smith - Bradley Whitford com Charles Phalen - Scott Wilson com Governador Lew Wallace - Leon Rippy com adjunt al xèrif Bob Olinger - Howie Young com Poe Posse - Richard Schiff com Rat Bag - Ginger Lynn com Dove |

## Música
La partitura original de la pel·lícula va ser composta i dirigida per Alan Silvestri, qui va proporcionar arranjaments de cordes per a la cançó "Santa Fe" i té un tema breu a Blaze Of Glory.
Originalment, Estévez li havia demanat permís a Jon Bon Jovi per incloure la cançó "Wanted Dead Or Alive" a la banda sonora, però aquest va creure que la lletra de la cançó no era adequada i va decidir escriure una nova cançó per a la pel·lícula que estigués més d'acord amb l'època i l'escenari. Va escriure ràpidament la cançó "Blaze of Glory", que va arribar al número 1 del Billboard Hot 100.
La pel·lícula va guanyar el Globus d'Or a la millor cançó original pel tema "Blaze of Glory", i també va ser nominada a l'Oscar a la millor cançó original i al Grammy a la millor cançó escrita per a mitjans visuals.